# Kratine (Federacja Bośni i Hercegowiny)
Kratine – wieś w Bośni i Hercegowinie, w Federacji Bośni i Hercegowiny, w kantonie środkowobośniackim, w gminie Vitez. W 2013 roku pozostawała niezamieszkana.